# Абай (Майський район)
Аба́й (каз. Абай) — село у складі Майського району Павлодарської області Казахстану. Входить до складу Сатинського сільського округу.
Населення — 162 особи (2021; 207 у 2009, 278 у 1999, 527 у 1989).
Національний склад станом на 1989 рік:
- казахи — 100 %

У радянські часи село також називалось Абай, станом на 1989 рік — Сати, до 2019 року — Кизилоктябр.